# Parque nacional Yoho
El Parque nacional Yoho es uno de los 41 parques nacionales del Canadá. Fundado en 1885, este parque se localiza en las faldas occidentales de las Montañas Rocosas, en la provincia de Columbia Británica. Forma parte del conjunto natural denominado Parque de las Montañas Rocosas Canadienses que fue declarado Patrimonio de la Humanidad por la Unesco en 1984.
El nombre Yoho es una expresión en lenguaje chippewa-cree que expresa asombro o maravilla, y que fue escogida presumiblemente debido a los notables escenarios naturales existentes en este parque montañoso.

## Características climáticas
El clima de este parque es variable y característico de la región: el clima veraniego se extiende entre los meses de junio y septiembre, con una temperatura media de 12,5 grados Celsius, con máximas de 20 °C y mínimas de 5 °C.
El clima invernal es más extremo, manteniéndose bajo cero y alcanzando mínimas de -35 °C, siendo los meses más fríos los del período de diciembre a febrero.
Durante el verano la región es propensa a los incendios forestales, aunque una ya antigua política de fuegos controlados mantiene tales ocurrencias bajo control.

## Atracciones turísticas
- El lago Emerald.
- El lago O'Hara.
- Las cataratas Wapta.
- Las Cataratas Takakkaw.
- El puente de erosión Natural Bridge.
- El yacimiento de fósiles Burgess shale.

## Enlaces relacionados
- Wikimedia Commons alberga una categoría multimedia sobre Parque nacional Yoho.
- Página oficial del parque (en inglés y francés)

- Datos: Q828404
- Multimedia: Yoho National Park / Q828404